# Landschaftsschutzgebiet Wüstener Bach
Das Gebiet „Wüstener Bach“ ist ein seit 2005 durch den Kreis Lippe als unterste Naturschutzbehörde ausgewiesenes Landschaftsschutzgebiet (LSG-Nummer 3818-0023) im Norden der lippischen Stadt Bad Salzuflen in Nordrhein-Westfalen in Deutschland.

## Lage
Die drei Teile des insgesamt rund 29 Hektar großen Landschaftsschutzgebiets Wüstener Bach gehören naturräumlich zum Lipper Bergland. Sie erstrecken sich im Bad Salzufler Ortsteil Wüsten entlang des Wüstener Bachs zwischen dem Vierenberg im Süden und dem Salzetal im Westen auf einer Höhe zwischen rund 190 und 90 m ü. NHN.
Der Wüstener Bach sammelt sich zwischen der Neuen Dorfstraße, dem Wiensieker Weg sowie der Langenbergstraße (⊙/⊙) und fließt dann in nördliche Richtung entlang des Voßhäger Wegs zur Wüstener Ortsmitte/Kirchheider Straße. Von hier fließt er nördlich der Straße Auf der Heide, dann durch die Ortsteile Waldemeine und Steinbeck und mündet dort (⊙) nach etwa 3,3 Kilometern von links in die Salze.
Der obere Teil des Schutzgebiets umfasst den Bereich von den Quellen beim Neuen Dorf bis zur Kirchheider Straße, der mittlere Teil den Bereich zwischen der Wüstener Ortsmitte und der Waldemeine und der untere Teil das Gebiet zwischen Waldemeine und Salzetal.

## Beschreibung
Das im Oberlauf als schmales Kerbtal ausgeprägte Schutzgebiet wird durch Ufer- und Feldgehölze, Grünland mit Obstwiesen, Quellzonen und einige Teiche bestimmt; im Mittellauf sind deutliche Siekrandstufen zu erkennen.

## Schutzzweck
Wesentlicher Schutzzweck ist die „Erhaltung eines naturnahen Bachlaufs mit zahlreichen, wichtigen Biotopkomplexen als wertvollem Lebensraum für Amphibien, Libellen und Schmetterlinge sowie einer artenreichen Avifauna“.